# Varkenshouder
Een varkenshouder is een persoon die één of meerdere varkens houdt.
Varkens houden kan als beroep of als hobby. Afhankelijk van het soort varkens dat gehouden wordt kan het woord varkenshouder aangepast worden tot bijvoorbeeld hobbyvarkenshouder. Een varkenshouder die alleen zeugen houdt wordt ook wel zeugenhouder genoemd. Een varkenshouder die vleesvarkens houdt wordt ook wel vleesvarkenshouder genoemd.
In Nederland is het wettelijk verplicht voor personen die één of meer varkens houden om zich te melden bij de overheid, met name bij het Ministerie van Landbouw, Natuur en Voedselkwaliteit (LNV). Deze wettelijke verplichting geldt omdat de overheid wil weten wie er allemaal varkens houdt. De overheid gebruikt deze kennis bij de bestrijding van veewetziekten zoals mond-en-klauwzeer en varkenspest.